# Dioctria arnoldii
Dioctria arnoldii là một loài ruồi trong họ Asilidae. Dioctria arnoldii được Richter miêu tả năm 1964. Loài này phân bố ở vùng Cổ Bắc giới.